# 노가미 쇼
노가미 쇼(일본어: 野上 翔, 1988년 9월 4일 ~ )는 일본의 남자 성우이다. 아뮤즈 소속.
오이타현 벳푸시 출신. 일본 나레이션 연기 연구소 출신.